# Bundesautobahn 261
La Bundesautobahn 261 (ou BAB 261, A261 ou Autobahn 261) est une autoroute passant par Hambourg et la Basse-Saxe. Elle mesure 7 kilomètres.